# 日曜らくだ倶楽部
日曜らくだ倶楽部（にちようらくだくらぶ）は、1996年10月から1998年3月まで放送されていた青森放送のラジオ番組である。
「どーんと日曜大行進」（オープニングテーマにはT-SQUAREの「Dandelionhill」が使用されていた。）が1992年9月に終了してから本番組開始までの4年間、RABでは日曜日のラジオワイド番組はなく、箱番組が中心となっていた。
放送時間は1996年10月から1997年3月までは日曜日12:00開始、1997年4月から1998年3月にかけては日曜11:00-14:05で放送されていた。
スタートして半年間は米澤章子アナウンサーがパーソナリティを勤めた。1997年4月にピアニスト岡田照幸と当時2年目だった荒井英子アナウンサーのコンビに変更。しかし荒井は1ヶ月程担当した後早々に退社し降板したため、岡田照幸単独となる。またコメンテーターとして詩人のアーサー・ビナードも月一で担当している。
内容はゲストのトークが中心で、合間に音楽をかけていたときもあった。
1998年3月に終了。以降、2000年4月に「良平のラジオにおいでよ!!」が開始するまで日曜日午後のワイド番組は一旦中断される事となる。

## 関連番組
- サタデー夢ラジオ